# A Letter Home
A Letter Home es el trigésimo quinto álbum de estudio del músico canadiense Neil Young, publicado por la compañía discográfica Third Man Records en abril de 2014.
Es el segundo álbum de versiones de Young, después de Americana, e incluyó canciones de artistas como Bob Dylan, Willie Nelson, Bert Jansch y Bruce Springsteen, entre otros. A diferencia de Americana, en el que contó con la colaboración del grupo Crazy Horse, Young grabó A Letter Home en solitario, solo con guitarra acústica y armónica, en una cabina de grabación de vinilo Voice o-Graph de 1947, reformada por Jack White y localizada en la tienda de Third Man Records en Nashville, Tennessee. La grabación en una cabina de la década de 1940 con un solo micrófono y en mono otorgó al álbum un sonido distintivo que el músico calificó como «una de las experiencias más low-tech que he tenido».
Después de su lanzamiento limitado en formato vinilo por Third Man con motivo del Record Store Day, Reprise Records publicó A Letter Home el 27 de mayo a nivel global.

## Historia
| «Hay algo que sucede con un micrófono. Cuando todo el mundo canta en un micrófono, cuando toco el mundo toca en el mismo micrófono. Nunca fui capaz de hacerlo, con algunos casos raros como cuando grabo en una cabina de grabación de una feria estatal de 1940. Y me doy cuenta, que suena como un viejo disco. ¡Y me gusta el sonido de los discos viejos! Siempre me ha gustado eso». —Neil Young en enero de 2014. |

Young registró A Letter Home en solitario en una cabina de grabación de vinilo Voice o-Graph de 1947, reformada por Jack White y localizada en la tienda de Third Man Records en Nashville, Tennessee. Young tocó por primera vez en la cabina para grabar «Needle of Death», una canción de Bert Jansch, con motivo de un tributo al músico. La grabación tuvo lugar el 20 de abril de 2013 con motivo del Record Store Day, día en el que White abrió al público Third Man Recording Booth, la única cabina de grabación disponible en el mundo, en la que cualquiera puede grabar hasta dos minutos de audio que se registran directamente en un disco de vinilo de seis pulgadas. Young, que describió la grabación de A Letter Home como «una de las experiencias más low-tech que he tenido», volvió a usar la cabina Voice o-Graph para registrar el resto del disco.
Antes de su publicación, Young estrenó varias canciones de A Letter Home en directo. Al respecto, una vez finalizada la gira Alchemy Tour con el grupo Crazy Horse, el músico ofreció varios conciertos en formato acústico con una mezcla de composiciones propias y versiones de otros artistas. Participó en el Farm Aid, donde estrenó versiones de «Early Morning Rain», de Gordon Lightfoot, «Changes» de Phil Ochs y «Reason to Believe» de Tim Hardin. En octubre del mismo año tocó con Crosby, Stills & Nash en el Bridge School Benefit, donde volvió a tocar versiones de «Changes» y de «Blowin' in the Wind», de Bob Dylan. A comienzos de 2014, emprendió una gira en solitario con conciertos en ciudades como Nueva York, Toronto, Hollywood, Dallas y Chicago. Los conciertos volvieron a incluir una mezcla de composiciones propias junto a versiones de otros artistas, entre las que estrenó «If You Could Read My Mind» de Gordon Lightfoot y «Needle Of Death» de Bert Jansch.
A Letter Home fue publicado sin un comunicado formal el 19 de abril de 2013 con motivo del Record Store Day, a través de la compañía discográfica Third Man Records. Su publicación original fue limitada a varias copias en disco de vinilo disponibles a través de la web oficial de Third Man Records. Una edición de Reprise Records fue publicada a nivel mundial el 27 de mayo y en varios formatos: sendas ediciones estándar en vinilo y CD y una edición deluxe. La edición deluxe incluyó dos discos de vinilo de doce pulgadas, siete discos de vinilo de seis pulgadas, un CD, un DVD y un libro de 32 páginas.

## Recepción
Tras su publicación, A Letter Home recibió reseñas mixtas de la prensa musical, con una nota de 69 sobre 100 en la web Metacritic basada en dieciséis reseñas. Alexis Petridis, de The Guardian, escribió: «Su pesimismo es potente y penetrante, y mientras estás sumido en él, A Letter Home no parece un acto incomprensible de perversidad intencionada. Tiene mucho sentido, igual que el del hombre que lo grabó».». Por otra parte, Allmusic comentó: «Hay artificio y humor aquí, pero también hay sentimiento, y esa mezcla de emociones es lo que hace de A Letter Home uno de los discos de la quintaesencia de Neil Young», mientras que Greg Kot, en The Guardian, comentó: «Acompañado por Jack White, en cuyo estudio grabó en el Voice-O-Graph, Young canta con una perspectiva y un reconocimiento que le brindan sus 68 años». La revista Uncut escribió: «A Letter Home ilustra que los caprichos sobre la calidad del sonido a veces pueden mejorar el drama de un disco, y rara vez socava la potencia de una buena canción», mientras que la web Pitchfork Media comentó: «Para un disco grabado primitivamente en una caja de Nashville, hay algunas actuaciones impresionantes en A Letter Home... De vez en cuando, sin embargo, la calidad de la grabación distrae del contenido del álbum». En una crítica menos favorable, Matthew Fiander de PopMatters escribió: «Es una oda rayada y desordenada a la pureza. El tipo de contradicción que podríamos esperar de artistas como Neil Young y el coproductor Jack White, aunque todavía sorprende».
A nivel comercial, A Letter Home alcanzó el puesto diecisiete en la lista británica UK Albums Chart. En los Estados Unidos, llegó a la posición dieciséis de la lista de álbumes folk y al trece de la lista Billboard 200.

## Lista de canciones
| Cara A |                               |                  |          |  |
| N.º    | Título                        | Escritor(es)     | Duración |  |
| 1.     | «A Letter Home Intro»         | Neil Young       | 2:16     |  |
| 2.     | «Changes»                     | Phil Ochs        | 3:56     |  |
| 3.     | «Girl from the North Country» | Bob Dylan        | 3:32     |  |
| 4.     | «Needle of Death»             | Bert Jansch      | 4:57     |  |
| 5.     | «Early Morning Rain»          | Gordon Lightfoot | 4:24     |  |
| 6.     | «Crazy»                       | Willie Nelson    | 2:16     |  |

| Cara B |                              |                     |          |  |
| N.º    | Título                       | Escritor(es)        | Duración |  |
| 1.     | «Reason to Believe»          | Tim Hardin          | 2:47     |  |
| 2.     | «On the Road Again»          | Willie Nelson       | 2:23     |  |
| 3.     | «If You Could Read My Mind»  | Gordon Lightfoot    | 4:04     |  |
| 4.     | «Since I Met You Baby»       | Ivory Joe Hunter    | 2:13     |  |
| 5.     | «My Hometown»                | Bruce Springsteen   | 4:08     |  |
| 6.     | «I Wonder If I Care as Much» | The Everly Brothers | 2:29     |  |

## Personal
Músicos
- Neil Young: voz, guitarra acústica, armónica y piano
- Jack White: voz y piano en «On the Road Again» y «I Wonder If I Care As Much»

Equipo técnico
- Gary Burden: director artístico
- Bob Ludwig: masterización
- Will Mitchell: fotografía
- Joe McCaughey: fotografía
- Joshua V. Smith: grabación
- Mindy Watts: asistente de grabación

## Posición en listas
| País              | Lista                  | Posición |
| ----------------- | ---------------------- | -------- |
| Alemania          | Media Control Charts   | 19       |
| Australia         | ARIA Albums Chart      | 46       |
| Austria           | Ö3 Austria Top 40      | 20       |
| Bélgica (Flandes) | Ultratop 200 Albums    | 13       |
| Bélgica (Valonia) | Ultratop 200 Albums    | 53       |
| Dinamarca         | Danish Albums Chart'   | 11       |
| España            | Spanish Albums Chart   | 46       |
| Estados Unidos    | Billboard 200''        | 13       |
| Estados Unidos    | Folk Albums            | 16       |
| Francia           | SNEP Albums Chart      | 42       |
| Noruega           | Norwegian Albums Chart | 37       |
| Países Bajos      | Mega Albums Top 100    | 18       |
| Reino Unido       | UK Albums Chart        | 17       |
| Suecia            | Swedish Albums Chart   | 52       |